# پروژه دیانا

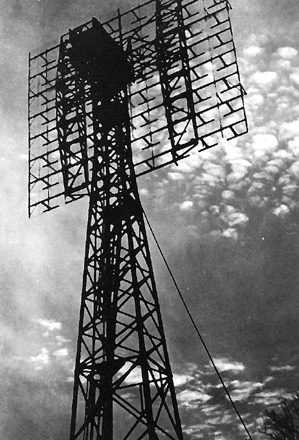
آنتن راداری پروژه دیانا، فورت مونوماوث، نیوجرسی

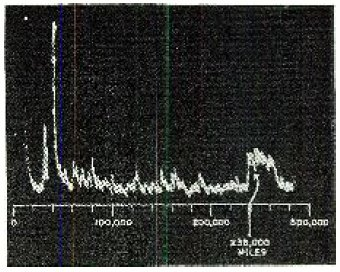
اسیلوسکوپ در حال نمایش سیگنال راداری. پالس بزرگ سمت چپ، سیگنال ارسالی و پالس کوچک سمت راست، سیگنال بازگشتی از ماه است. محور افقی زمان است اما بر اساس مایل تنظیم شده است. همانگونه که دیده می‌شد، فاصله اندازه گرفته شده ۲۳۸ هزار مایل (حدودا ۳۸۳ هزار کیلومتر) یعنی فاصله تقریبی زمین از ماه است.

پروژه دیانا (به انگلیسی: Project Diana) که به نام دیانا، الهه ماه رومی نامگذاری شده است، پروژه‌‎ای آزمایشی توسط سپاه سیگنال ارتش ایالات متحده در سال ۱۹۴۶ برای ارسال سیگنال‌های راداری به ماه و دریافت سیگنال‌های بازتابی بود. این اولین آزمایش در اخترشناسی راداری و اولین تلاش فعال برای کاوش جرم آسمانی دیگری بود. این پروژه در آینده الهام بخش تکنیک‌های ارتباط زمین-ماه-زمین (EME) شد.